# Hautes-terres du Sud-Ouest de la Nouvelle-Écosse

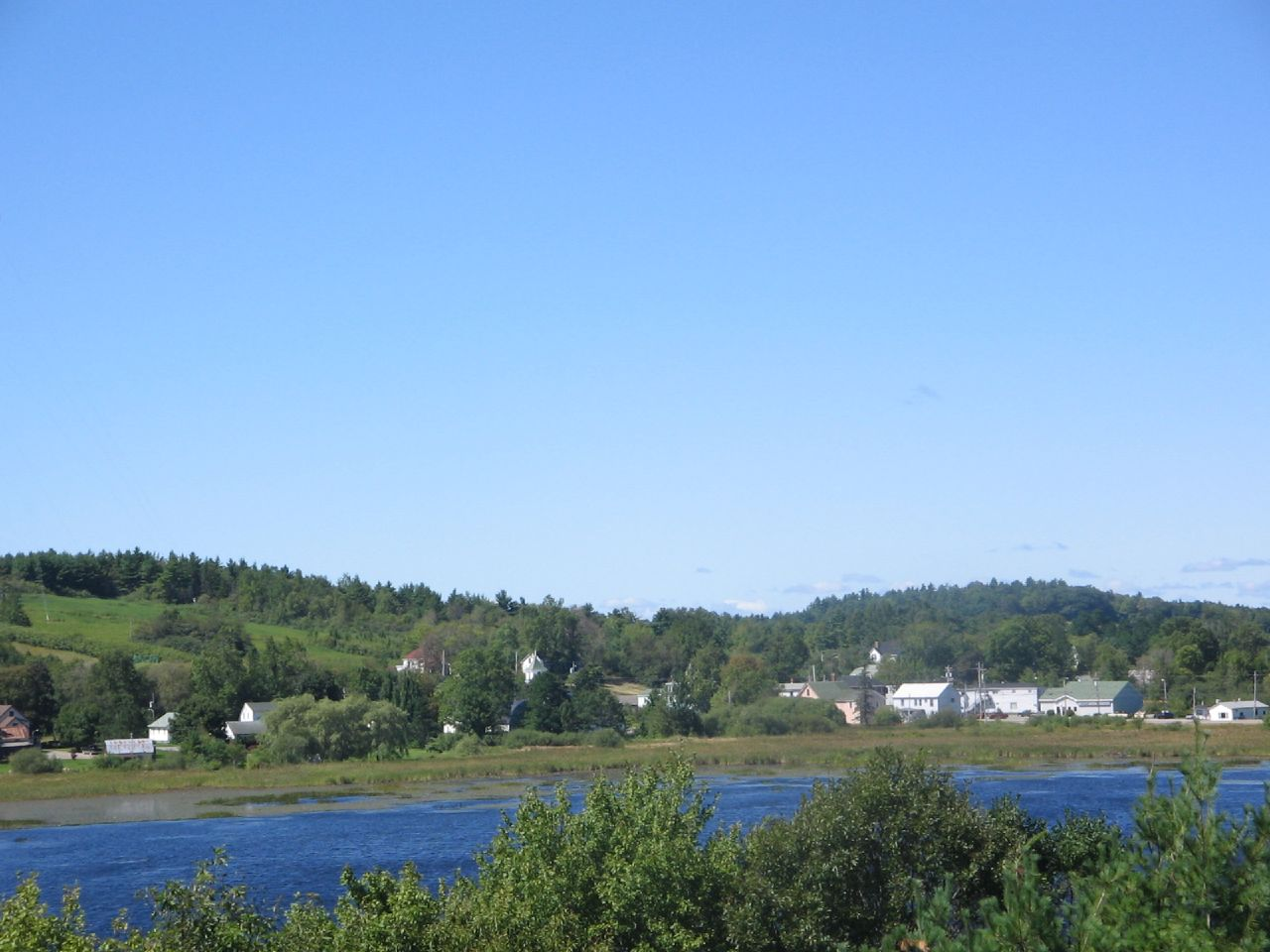
Village de Caledonia au centre la pénéplaine de la montagne du Sud.

Les Hautes-terres du Sud-Ouest de la Nouvelle-Écosse (anglais : Soutwest Nova Scotia Uplands) sont une écorégion du cadre écologique canadien faisant partie de l'écozone maritime de l'Atlantique. Il comprend la montagne du Sud (en) ainsi que la pénéplaine appalacienne située au sud de celle-ci.

## Flore
La forêt est une forêt mixte dense composée d'épinette rouge, d'épinette noire, de pruche du Canada, de pin blanc, de pin rouge, de bouleau à papier d'érable rouge et de chêne rouge. Les incendies de forêt ont laissé de vastes régions dominées par les arbustes. Les zones de régénération sont composées d'épinette noire, de peuplier faux-tremble et d'érable rouge, de chêne rouge et de pin blanc. L'écorégion comprend aussi de vastes marécages, bogs et fens ayant des peuplements rabougris d'épinette noire, de mélèze laricin, d'érable rouge, de frêne noir et d'aulnes.

## Faune
Les principaux rencontrés sont le cerf de Virginie, le lièvre d'Amérique, le porc-épic d'Amérique, le raton laveur, le pékan, le renard roux, le coyote et le castor du Canada. L'orignal est présent au centre de l'écorégion.

## Aire protégée
Environ 9,1 % de l'écorégion est incluse dans une aire protégée. Le seul parc national dans l'écorégion est le parc national de Kejimkujik. L'ouest des hautes terres a été inclus dans la réserve de biosphère de Southwest Nova.